# Falsovelleda
Falsovelleda es un género de escarabajos longicornios de la tribu Acanthocinini.

## Especies
- Falsovelleda congolensis (Hintz, 1911)
- Falsovelleda rufescens (Breuning, 1970)
- Falsovelleda similis Breuning, 1970